# Bécon-les-Granits
Bécon-les-Granits település Franciaországban, Maine-et-Loire megyében. Lakosainak száma 2781 fő (2022. január 1.). Bécon-les-Granits Saint-Clément-de-la-Place, Saint-Augustin-des-Bois, Saint-Lambert-la-Potherie, Saint-Léger-de-Linières, Erdre-en-Anjou és Val d’Erdre-Auxence községekkel határos.

## Népesség
A település népességének változása:
| Lakosok száma | 1563 | 1820 | 2252 | 2551 | 2752 | 2809 | 2803 | 2789 | 2784 | 2781 |
|               | 1968 | 1982 | 1990 | 2006 | 2013 | 2015 | 2017 | 2019 | 2020 | 2022 |